# Nikita Danilov
Nikita Danilov (29 de noviembre de 2001) es un deportista de Rusia que compite en natación. Ganó una medalla de plata en el Campeonato Mundial Junior de Natación de 2019 y una medalla de oro en el Campeonato Europeo Junior de Natación de 2019, ambas en la prueba de 4 × 200 m libre.